# Степанівська Перша сільська рада
| Степанівська Перша сільська рада — колишній орган місцевого самоврядування у Приазовському районі Запорізької області з адміністративним центром у с. Степанівка Перша. Історична дата утворення: в 1943 році. Водоймища на території, підпорядкованій даній раді: Азовське море. Сільській раді підпорядковані населені пункти: - с. Степанівка Перша - с. Миронівка |

## Склад ради
Рада складається з 16 депутатів та голови.

### Керівний склад ради
| ПІБ                                | Основні відомості                                            | Дата обрання | Дата звільнення |
| ---------------------------------- | ------------------------------------------------------------ | ------------ | --------------- |
| Смоляченко Володимир Володимирович | Сільський голова, 1953 року народження, освіта, безпартійний | 26.03.2006   | 31.10.2010      |

Примітка: таблиця складена за даними джерела